# Église Santa Maria Donnaromita
L'église Santa Maria Donnaromita (autrefois église Santa Maria de Percejo) est une église du centre historique de Naples située via Giovanni Paladino.

## Histoire

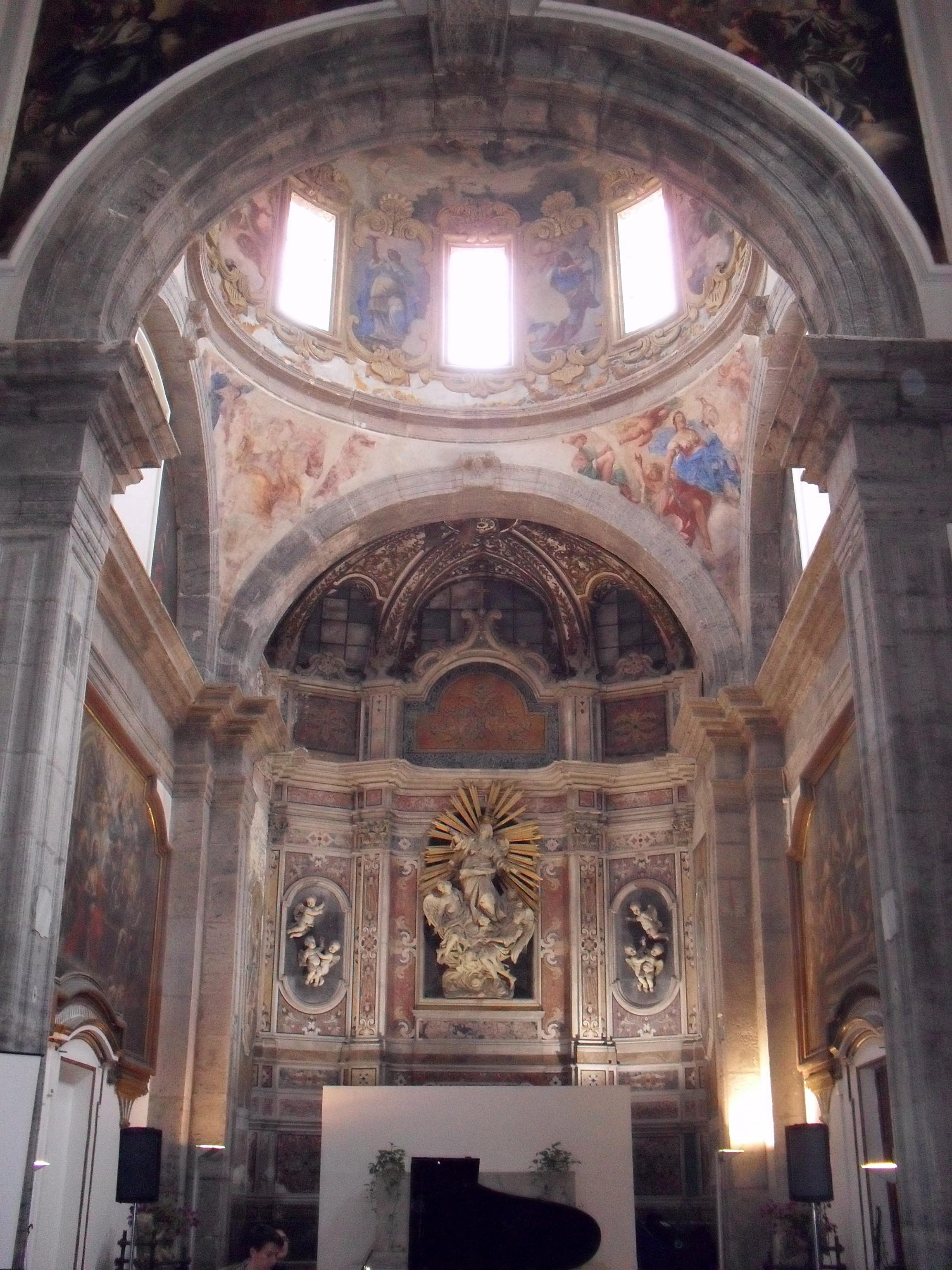
Autel et coupole

L'antique lieu de culte a été fondé par des religieuses venues de Constantinople et il est documenté sous ce nom dès 1025; vers 1300, une nouvelle église avec son couvent, de grandes dimensions, sont construits, pour accueillir d'autres religieuses venues de Santi Marco e Andrea a Nilo. L'église est remaniée au XVIe siècle par Giovanni Francesco Di Palma (it). À la fin du XVIe siècle, c'est au tour du couvent d'être reconstruit par Giovanni Vincenzo della Monica, avec deux cloîtres.
Entre le XVIIe siècle et le XVIIIe siècle, l'ensemble est refait, donnant son aspect actuel d'exemple typique du baroque napolitain. Giuseppe Astarita (it) a travaillé pour le couvent en 1762.
Au XIXe siècle, le couvent subit deux fois l'expulsion de ses religieuses. La première fois sous la décennie française de Joachim Murat en 1808 et la seconde fois en 1824 à cause du peu de nombre des religieuses. Le couvent est cédé à des institutions militaires, jusqu'en 1863, date à laquelle il devient une école du Génie (Scuola per ingenieri). Plus tard, le bâtiment accueille le département de chimie et de biologie de l'université Frédéric-II de Naples, fonction qui lui est toujours destinée aujourd'hui. 
Après le tremblement de terre de 1930, l'église perd ses ajouts baroques et retrouve son style de la Renaissance.

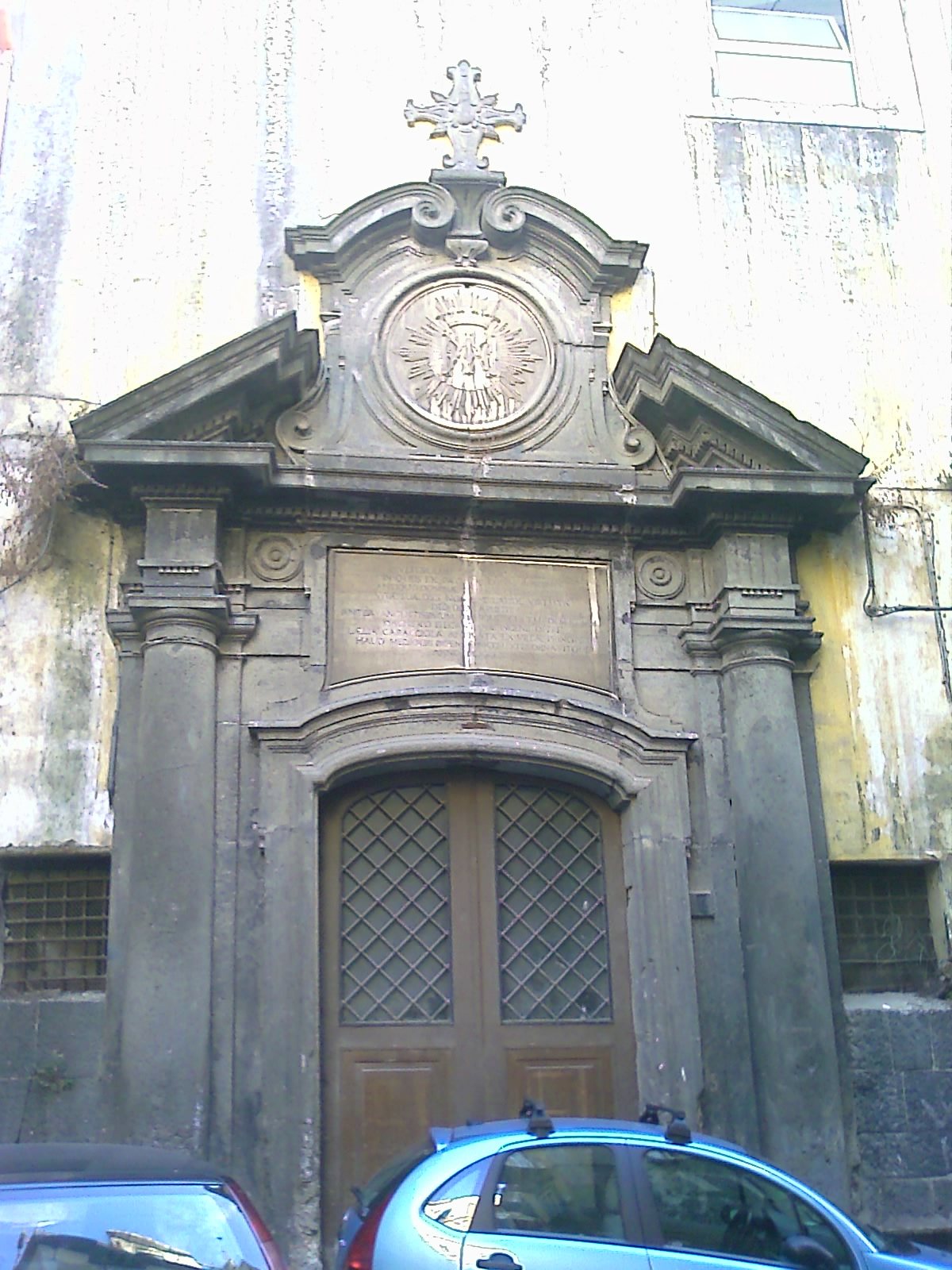
Portail de l'ancien couvent donnant vico Donnaromita

Durant la Seconde Guerre mondiale, l'église est endommagée, puis restaurée dans les années 1950. Mais elle subit des cambriolages, le plus grave concernant le maître-autel en 1971, dont il ne reste plus que la statue de La Vierge en gloire et quelques ornementations de stuc. L'église est aujourd'hui fermée au culte. Elle sert désormais de salle de concerts de musique classique.

## Description
L'intérieur présente les formes typiques de la Renaissance napolitaine. Il est à nef unique avec dix chapelles latérales.
Le plafond exceptionnel est réalisé en 1587-1590 selon les dessins de Giovanni Andrea Magliuolo et peint par Teodoro d'Errico. On remarque sur la contre-façade une Épiphanie réalisée en 1728 par Francesco de Mura, qui a peint également le tableau de la nef représentant Les Vertus. La coupole possède des fresques de Luca Giordano représentant Le Passage de la mer Rouge et terminées par Giuseppe Simonelli en 1696.
L'abside conserve quelques restes du maître-autel réalisé par les frères sculpteurs Bartolomeo (it) et Pietro Ghetti. Le pavement est l'œuvre de Giuseppe Massa.
On trouve dans une chapelle la tombe du duc Théodore adaptée à un sarcophage de l'époque romaine.
Le portail donnant vico Donnaromita permet d'accéder à l'ancien couvent. Il date de 1762, selon un dessin de Giuseppe Astarita, et il est fait de piperno dans un style classique. Il est composé de deux colonnes toscanes et au milieu du tympan se trouve un grand médaillon présentant un symbole marial surmonté d'une croix. L'atrium dans lequel on entre est également d'Astarita, de forme octogonale et couvert d'une petite coupole.